# Домиције Домицијан
Луције Домиције Домицијан (умро 297. године) био је римски узурпатор. Покушао је да преотме престо од Диоклецијана. Кратко је успоставио власт над Египтом током друге половине 297. године.
Домицијан је подигао устанак у јуну и јулу 297. године, али је умро већ у децембру исте године, када је Диоклецијан дошао у Египат да се обрачуна са њим. 